# Psammophis schokari
La culebra de Forskal (Psammophis schokari) es una especie de reptil escamoso de la familia Colubridae.

## Descripción
Miden un metro con setenta centímetros de longitud, de cuerpo delgado y cola larga, y rayas longitudinales amarillas y marrones, la cabeza sobresale ligeramente del cuerpo. Posee grandes ojos con pupila redonda, frecuentemente protegidos por unas escamas supraorbitales, ligeramente arqueadas, las escamas dorsales son lisas y fuertemente imbricadas

## Distribución y hábitat
Se distribuye ampliamente en África y Asia, desde el desierto del Sahara hasta India. Es una especie propia de zonas áridas.